# Фажак ан Вал
Фажак ан Вал (фр. Fajac-en-Val) насеље је и општина у јужној Француској у региону Лангдок-Русијон, у департману Од која припада префектури Каркасон.
По подацима из 2011. године у општини је живело 36 становника, а густина насељености је износила 2,61 становника/km². Општина се простире на површини од 13,81 km². Налази се на средњој надморској висини од 355 метара (максималној 582 m, а минималној 292 m).

## Демографија
| 1962. | 1968. | 1975. | 1982. | 1990. | 1999. | 2011. |
| ----- | ----- | ----- | ----- | ----- | ----- | ----- |
| 29    | 32    | 26    | 33    | 32    | 30    | 36    |

График промене броја становника у току последњих година